# Robin van den Heuvel
Robin van den Heuvel (Amsterdam, 10 september 1986) is een Nederlands actrice en musicalactrice.
Robin van den Heuvel studeerde aan de ATKA (Amsterdam) en debuteerde in 2012 in Gerede Twijfel, waarin zij een vaste rol (Tula) had. In 2017 speelde ze Van Roshum in Losers. Ze was Juf Myra in De Eindmusical, waarvan ze ook de bijbehorende eindmusical regisseerde. In 2021 zal ze te zien zijn als Suze de Block in De Kameleon aan de ketting.
Daarnaast maakte Van den Heuvel naam als musical-actrice in talloze producties, zoals in 2011 Nightmare, 2014 Afblijven, in 2015 Spijt, in 2016 Hotel de Grote L, in 2017 Tina, in 2018 De Brief voor de Koning, in 2018 Rondom het Rembrandtplein, in 2020 Vietnam, in 2020 War Of The Worlds en in 2021 Zodiac.
Naast haar werk als actrice is Van den Heuvel ook regisseur van producties als in 2018 Fataal en in 2019 Pijnstillers.